# Thomas Furlong
Thomas (Tomas) Furlong (1886-1952) fue un artista y docente estadounidense de origen escocés-irlandés.

## Biografía
Furlong fue miembro de la Junta de Control de la Liga de Estudiantes de Arte y a partir de 1927 ejerció como profesor de arte en la Universidad de Nueva York. Contrajo matrimonio con Wilhelmina Weber Furlong. Dentro del movimiento de arte moderno estadounidense, su círculo de amigos y conocidos incluía a John Graham,
Wilem de Kooning, David Smith,
Dorothy Flowers,
Jean Charolot, Alexander Calder, Rockwell y Sally Kent, Thomas Hart Benton, Allen Tucker, Max Weber, Kimon Nicolaidies y muchos otros. Thomas Furlong vivió y trabajó en Nueva York y compartió una galería de arte con su esposa Wilhelmina Weber Furlong. Fue un artista realista y un destacado muralista.